# Milieu de terrain
 (mai 2015).

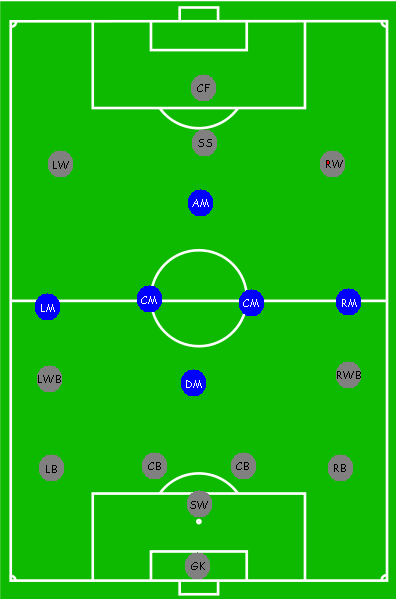
Les positions possibles d'un milieu de terrain.

Au football, le milieu de terrain est un joueur dont le rôle est de réaliser la liaison entre la défense et l'attaque. Après la récupération de la balle, les milieux doivent la transmettre aux attaquants dans les meilleures conditions possibles. Inversement, ils doivent gêner le développement du jeu adverse pour ne pas compliquer la tâche des défenseurs. Il est fréquent d'entendre des grands tacticiens affirmer qu'un match se gagne ou se perd au milieu de terrain.
Le milieu de terrain est peut-être la ligne de jeu qui propose le plus d'options tactiques différentes. On peut avoir deux, trois, quatre voire cinq milieux de terrain, selon le dispositif choisi, la possession du ballon, selon l'adversaire ainsi que l'avancement et le score de la partie. Traditionnellement, un milieu de terrain doit être endurant, c'est le joueur qui parcourt en moyenne la plus longue distance au cours d'une partie. C'est peut-être d'ailleurs la seule caractéristique commune aux milieux, qui peuvent montrer par ailleurs des aptitudes totalement différentes. Si le milieu forme un bloc, on différencie bien souvent les milieux défensifs des milieux offensifs, même si ceux-ci se doivent d'être complémentaires, et de ne surtout pas « couper l'équipe en deux » (les uns derrière, les autres devant).

## Milieu central

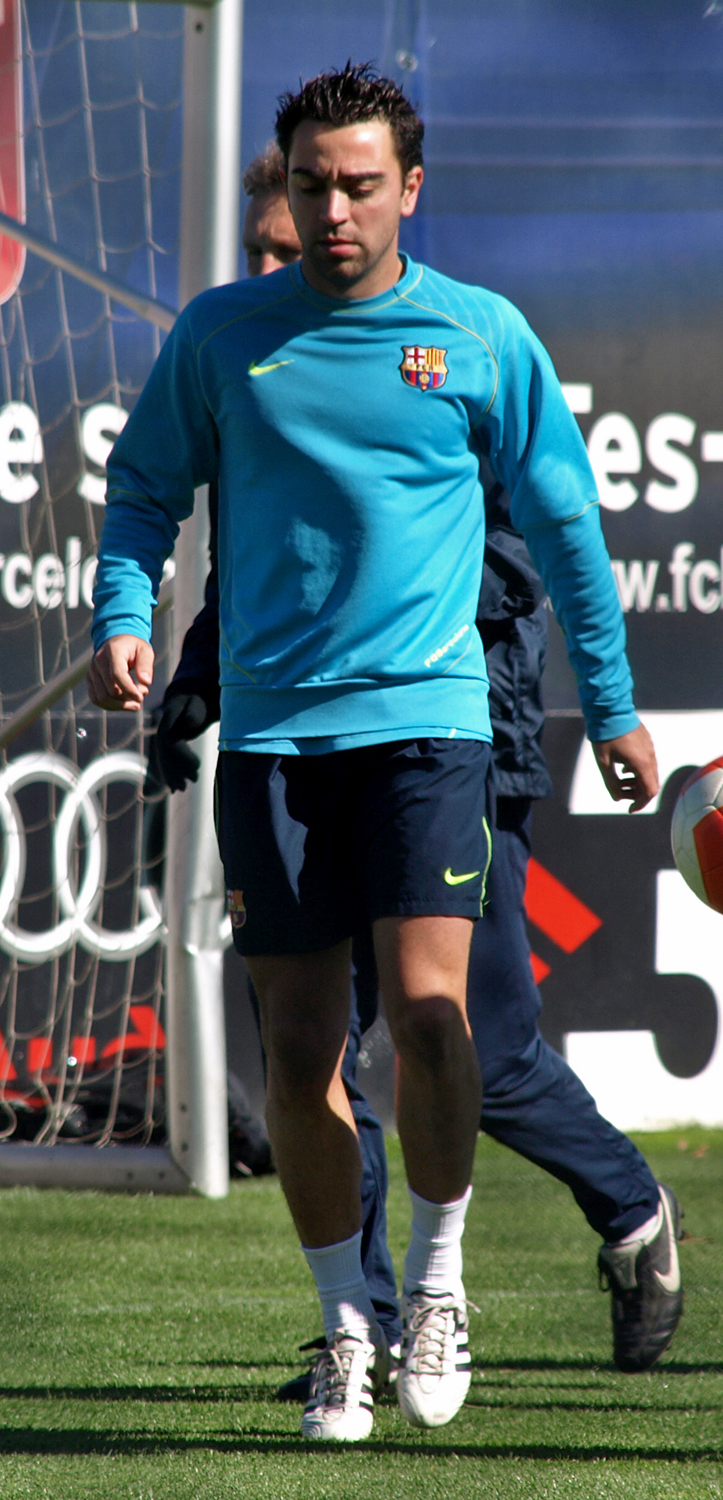
L'ancien milieu de terrain de l'équipe nationale d'Espagne Xavi a été élu six années de suite dans le FIFPro World XI.

Les milieux de terrain centraux sont des joueurs dont le rôle est divisé à parts égales entre l'attaque et la défense afin de contrôler le jeu dans et autour du centre du terrain. Ces joueurs essaient de passer (en) le ballon au milieu offensif et aux attaquants de l'équipe et peuvent également aider les attaques de leur équipe en faisant des courses dans la surface de réparation de l'adversaire et en frappant (en) au but. Ils apportent également un soutien secondaire aux attaquants.
Lorsque l'équipe adverse a le ballon, un milieu de terrain central peut reculer pour protéger son but ou avancer et presser le porteur de balle adverse pour récupérer le ballon. Un milieu de terrain défendant son but se déplacera devant son défenseur central pour bloquer les tirs de loin (en) de l'équipe adverse et éventuellement suivre les milieux de terrain de l'équipe adverse qui courent vers le but.
Les formations 4-3-3 et 4-5-1 utilisent chacune trois milieux de terrain centraux. La formation 4-4-2 peut utiliser deux milieux de terrain centraux. Les grands milieux de terrain centraux sont connus pour leur capacité à « rythmer » le jeu lorsque leur équipe est en possession du ballon, en dictant le tempo du jeu depuis le centre du terrain.

### Milieu relayeur

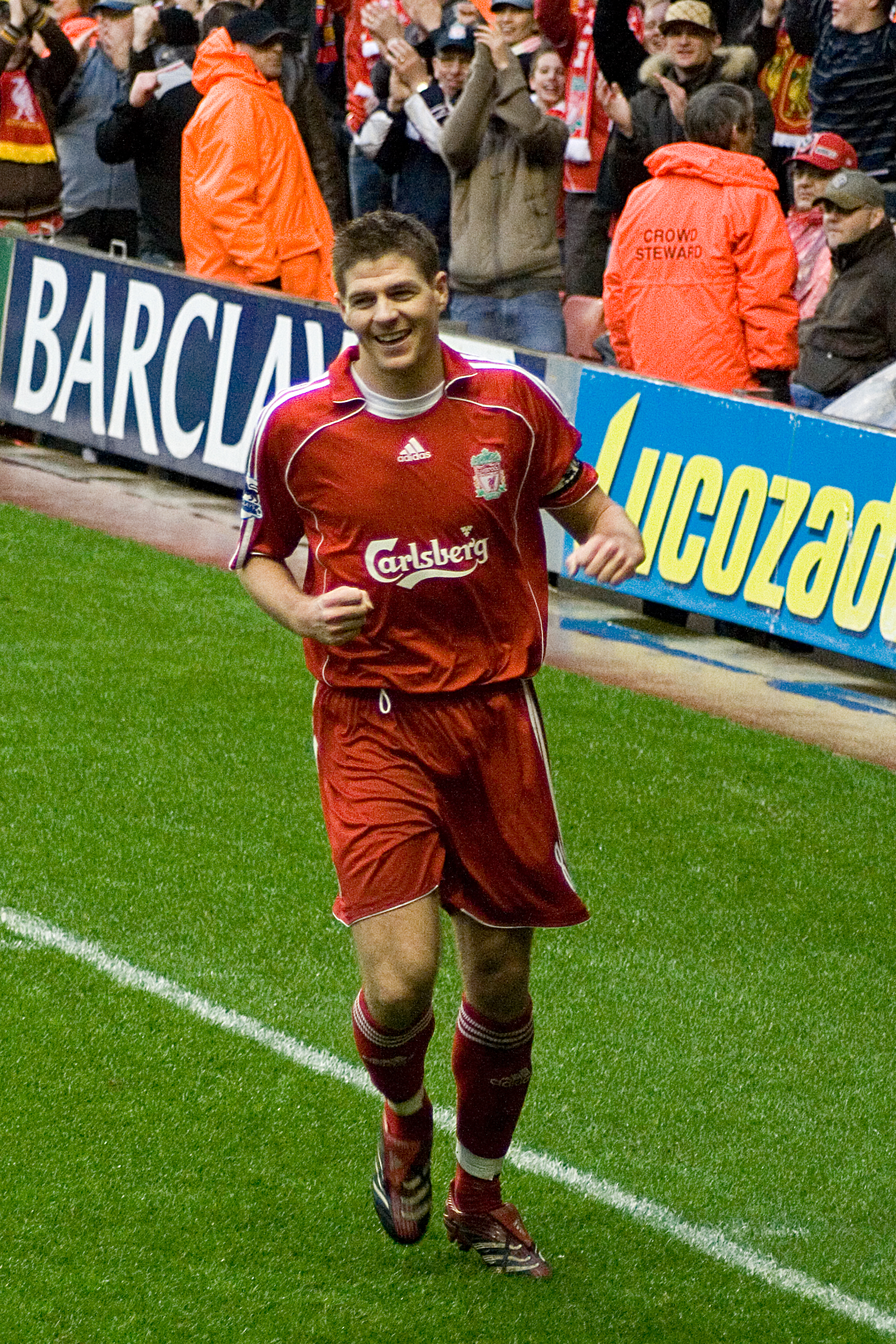
Milieu de terrain box-to-box, Steven Gerrard est loué pour son efficacité offensive et défensive, ainsi que pour sa capacité à s'infiltrer en fin de match dans la surface de réparation.

Les milieux relayeurs ont pour rôle de faire le lien entre la défense et l'attaque,. Ils ne sont ni des joueurs strictement offensifs, ni des joueurs strictement défensifs : leur rôle est composite et ils se distinguent dans de nombreux compartiments de jeu. Ils sont capables d'épauler leur défense sur les phases défensives mais aussi de soutenir leur attaque sur les phases offensives. Ils se distinguent notamment par leur technique, leurs qualités de passe, leur vision du jeu et aussi notamment, leur frappe de balle puisque du fait de leur position, ils peuvent être appelés à tirer de loin,.
Les Anglais donnent l'appellation de box to box aux milieux de terrain les plus complets, capable aussi bien de défendre dans leur propre surface de réparation que d'aller marquer un but dans la surface de réparation adverse.
Quelques exemples notables de milieux de terrain box-to-box sont Lothar Matthäus, Clarence Seedorf, Bastian Schweinsteiger, Steven Gerrard, Johan Neeskens, Sócrates, Yaya Touré, Park Ji-sung, Patrick Vieira, Bryan Robson et Roy Keane.

### Mezzala
Dans le football italien, le terme mezzala (littéralement « demi-ailier » en italien) est utilisé pour décrire la position du ou des deux milieux de terrain centraux qui jouent de part et d'autre d'un meneur de jeu. Le terme s'appliquait initialement au rôle d'un attaquant intérieur dans le W-M et le Metodo, mais il désigne aujourd'hui un type spécifique de milieu de terrain central. Le mezzala est souvent un milieu de terrain offensif rapide et travailleur, doté de bonnes aptitudes et de capacités offensives notables, ainsi que d'une tendance à faire des chevauchées vers l'attaque, mais aussi un joueur qui participe à l'aspect défensif du jeu et qui peut donner de la largeur à une équipe en s'excentrant sur le terrain ; en tant que tel, le terme peut s'appliquer à plusieurs rôles différents. En anglais, le terme est considéré comme une variante du box-to-box,,.

## Milieu latéral
Les milieux latéraux évoluent sur un côté du terrain (droit ou gauche). Ils sont généralement placés devant les arrières latéraux dans un 4-4-2 ou derrière les ailiers dans un 3-4-3. Ils ont pour objectifs de construire le jeu sur leur aile et de mener les attaques le long de la ligne de touche. Ce sont eux qui généralement effectuent les centres pour trouver les attaquants dans la surface de réparation. Ils possèdent une bonne vision du jeu et savent se démarquer pour offrir des solutions à leurs coéquipiers quand le jeu est bloqué dans l'axe. Ils sont aussi appelés ailiers dans le cas ou la formation de l'équipe se base sur des attaquants comme 4-3-3, mais lorsque la formation de l'équipe se base sur un attaquant comme 4-3-2-1 ou 5-4-1 ceux-ci sont appelés milieux excentrés à la place d'ailier car l'équipe a un seul attaquant. Deux exemples notables de milieu latéral sont David Beckham et Ryan Giggs.
Dans le football italien, le rôle du milieu de terrain excentré est connu sous le nom de tornante di centrocampo ou simplement tornante (« qui revient »),.

## Milieu défensif
Les milieux défensifs sont souvent positionnés devant la défense centrale et portent traditionnellement le numéro 6. Leur rôle est défensif : ils sont là pour intercepter les ballons et briser l'attaque adverse. Offensivement, ils possèdent en général un rôle assez limité qui consiste le plus souvent à redonner rapidement le ballon à des joueurs plus offensifs. En cela, son rôle est relativement obscur tout en étant considéré comme essentiel. Souvent obligé de harceler le porteur du ballon et de couvrir une grande partie du terrain, ce genre de joueur est en général un joueur endurant souvent qualifié de « poumon de l'équipe », et possédant de solides qualités mentales.
Néanmoins, en raison du nombre important de ballons qu'ils touchent, les milieux défensifs ont tendance à avoir depuis quelques années un rôle offensif plus important. Désormais, le milieu défensif doit avoir certaines qualités techniques et créatives pour participer au jeu offensif, et être capable par ses passes de lancer des contre-attaques ou de se projeter rapidement vers l'avant.
Il peut exister une multiplicité de rôles qui échoit au milieu défensif et qui peut fortement varier de la description précédente. Ainsi, les Anglais distinguent le poste de deep lying midfielder, que l'on peut traduire par « meneur de jeu reculé » comme les « quarterbacks » au football américain. Il s'agit d'un joueur évoluant très bas sur le terrain, possédant de grandes qualités techniques et de passe, une bonne vision du jeu et ayant un rôle de meneur de jeu. Son rôle est de créer le jeu par ses passes et sa position reculée sur le terrain. Ce positionnement sur le terrain leur permet d'avoir moins de pression et plus d'espace pour jouer et permet aussi à des joueurs très techniques mais devenus trop lents à cause de leur âge, d'avoir toujours un rôle sur le terrain. Il s'agit aussi d'une alternative à la raréfaction de l'usage d'un meneur de jeu plus avancé, le numéro 10 dans les tactiques modernes du football.
L'interprétation du poste varie en effet souvent selon les cultures. Ainsi, là où en France un milieu défensif doit avoir un jeu épuré et est essentiellement utilisé pour récupérer des ballons et casser les attaques adverses dans un rôle de sentinelle (un profil type étant Casemiro), en Espagne son rôle va être d'organiser son équipe (des exemples notoires étant Makelélé, Busquets, Motta et Guardiola). En Italie, le rôle-type d'un numéro 6 est de verticaliser le jeu (comme Pirlo) : on parle alors du regista.

## Milieu offensif
Les milieux offensifs ont un rôle d'attaquant, mais leur position reste en retrait. Il y a deux types de milieux offensifs : les milieux offensifs axiaux et les milieux offensifs latéraux.
Les milieux offensifs axiaux évoluent dans l'axe de l'attaque, derrière les attaquants. Ils sont chargés d'organiser le jeu offensif de l'équipe. C'est le poste qui permet la meilleure expression du potentiel technique du joueur. En effet, le milieu offensif doit maîtriser un registre technique et tactique très complet pour être efficace et véritablement influer sur le jeu de son équipe. Il doit être un bon passeur car ce sont ses passes qui offrent des occasions de but à ses attaquants, mais aussi avoir une bonne lecture du jeu, pour trouver les failles du dispositif défensif adverse. C'est à lui donc que revient l'orientation du jeu, c'est-à-dire le choix tactique de servir ses attaquants ou ses ailiers en fonction des actions du match. Il est en général aussi un bon dribbleur, car il peut être amené à emmener le ballon soit pour aspirer la défense et offrir des espaces à ses attaquants, soit éliminer des joueurs adverses et créer du surnombre offensif. Dans l'un ou l'autre cas de figure, il doit aussi faire preuve d'une certaine efficacité devant les buts pour le cas échéant, concrétiser les actions de jeu qu'il a réussi à créer.
Les meilleurs milieux offensifs d'une équipe se voient souvent attribués le rôle de meneur de jeu. Dans cette configuration, la majorité des ballons passe par ce type de joueur qui devient véritablement le dépositaire du jeu. Ils doivent pouvoir servir des ballons de buts aux joueurs offensifs, et parfois en marquer eux-mêmes. Néanmoins, ce système est très dépendant de la qualité même du joueur ayant rôle de meneur de jeu. Il n'est pas rare que certains dispositifs de jeu écartent ce rôle de joueur au profit de milieux offensifs plus nombreux et excentrés sur les ailes, pour varier les possibilités offensives.
Les milieux offensifs latéraux ont sensiblement le même rôle que les milieux offensifs axiaux sur le plan offensif. Néanmoins, du fait de leur éloignement sur les côtés du terrain, leurs possibilités de jeu sont plus limitées et leur vision du jeu relativement amoindrie. Ils ont surtout un rôle de débordement, ils aspirent la plupart du temps à centrer le ballon devant le but pour que les attaquants puissent tenter de marquer. Cependant, le fait d'être exilé sur les côtés leur offre aussi des avantages. En effet, ils ont moins de joueurs adverses dans leur zone de jeu (en général, un défenseur latéral et parfois le milieu latéral adverse) et de ce fait, une plus grande liberté de jeu (en comparaison de l'axe où l'on retrouve un plus grand nombre de joueurs). Les milieux offensifs latéraux bénéficient souvent d'une plus grande marge de manœuvre pour centrer ou revenir au centre pour tenter des tirs.